# سانتی سانتوس
سانتی سانتوس (انگلیسی: Santi Santos؛ زادهٔ ۱ مارس ۱۹۸۴) بازیکن فوتبال اهل اسپانیا است.